# Chemin de fer de Wengernalp
Le Chemin de fer de Wengernalp (en allemand : Wengernalpbahn, WAB) est une entreprise ferroviaire suisse qui exploite un réseau à voie de 0,80 m dans le canton de Berne. La ligne a été mise en exploitation le 20 juin 1893. Le réseau s'étend de Lauterbrunnen à Grindelwald via Wengen et la Petite Scheidegg.
L'ancien tracé avait une forte déclivité (jusqu'à 250 ‰), entre Lauterbrunnen et Wengen ce qui entrainait des difficultés de traction. En 1910, un nouveau tracé est ouvert avec une pente maximale de 180 ‰.
- la ligne s'étend sur une distance de 19,201 km
- la voie est équipée de crémaillère sur tout le parcours
- l'écartement des rails de la voie est de 800 millimètres
- le rayon de courbe minimum est de 60 m
- la vitesse maximum avec les nouvelles automotrices est de 28 km/h

## Matériel roulant ferroviaire
| Matériel roulant        | Type et numéros          | Nbre | Année de construction | Constructeur(s)        | Places assises 2e classe | Remarque(s) | Photo |
| ----------------------- | ------------------------ | ---- | --------------------- | ---------------------- | ------------------------ | ----------- | ----- |
| Locomotives électriques | He 2/2 31-32             | 2    | 1995                  | Stadler / SLM / ABB    | -                        |             |       |
| Locomotives électriques | He 2/2 51-54             | 4    | 1909                  | SLM / Alioth           | -                        |             |       |
| Locomotives électriques | He 2/2 64                | 1    | 1926                  | SLM / BBC              | -                        |             |       |
| Locomotives électriques | He 2/2 65                | 1    | 1929                  | SLM / MFO              | -                        |             |       |
| Automotrices            | BDhe 4/4 101-102 105–118 | 18   | 1947-1964             | SLM / BBC              | 38                       |             |       |
| Automotrices            | BDhe 4/4 119–124         | 6    | 1970                  | SLM / ABB / SIG / SAAS | 39                       |             |       |
| Automotrices            | BDhe 4/8 131–134         | 4    | 1988                  | SLM / ABB              | 64                       |             |       |
| Automotrices            | Bhe 4/8 141–144          | 4    | 2004                  | Stadler / Bombardier   | 136                      |             |       |

## Parcours
| Gares et haltes   | Distance | Altitude | Photo |
| ----------------- | -------- | -------- | ----- |
| Lauterbrunnen     | 0.00 km  | 797 m    |       |
| Wengwald          | 3.00 km  | 1 182 m  |       |
| Wengen            | 3.80 km  | 1 274 m  |       |
| Allmend           | 5.70 km  | 1 509 m  |       |
| Bannwald          | 7.10 km  | 1 698 m  |       |
| Wengernalp        | 8.30 km  | 1 874 m  |       |
| Kleine Scheidegg  | 10.50 km | 2 061 m  |       |
| Salzegg           | 11.90 km | 1 995 m  |       |
| Strättli          | 13.00 km | 1 840 m  |       |
| Alpiglen          | 14.60 km | 1 616 m  |       |
| Brandegg          | 16.00 km | 1 333 m  |       |
| Grindelwald Grund | 18.10 km | 944 m    |       |
| Grindelwald       | 19.10 km | 1 067 m  |       |